# Darren Morningstar
Darren Troy Morningstar , (Stevenson, Washington, 22 de abril de 1969)  es un exjugador de baloncesto estadounidense. Con 2.08 de estatura, su puesto natural en la cancha era el de pívot.

## Trayectoria

### Clubes
| Club                 | País           | Año         |
| -------------------- | -------------- | ----------- |
| Fargo-Moorhead Fever | Estados Unidos | 1992 - 1993 |
| Dallas Mavericks     | Estados Unidos | 1993        |
| Fargo-Moorhead Fever | Estados Unidos | 1993        |
| Utah Jazz            | Estados Unidos | 1994        |
| Rapid City Thrillers | Estados Unidos | 1994        |
| CB Murcia            | España         | 1994        |
| Andino               | Argentina      | 1994 - 1995 |
| Bàsquet Manresa      | España         | 1995        |
| Petrarca Padova      | Italia         | 1996 - 1997 |
| Gigantes de Carolina | Puerto Rico    | 1997        |
| A.P.L. Pozzuoli      | Italia         | 1997 - 1998 |
| Capitanes de Arecibo | Puerto Rico    | 1998        |
| Grand Rapids Hoops   | Estados Unidos | 1998        |